# Jaguar XJR

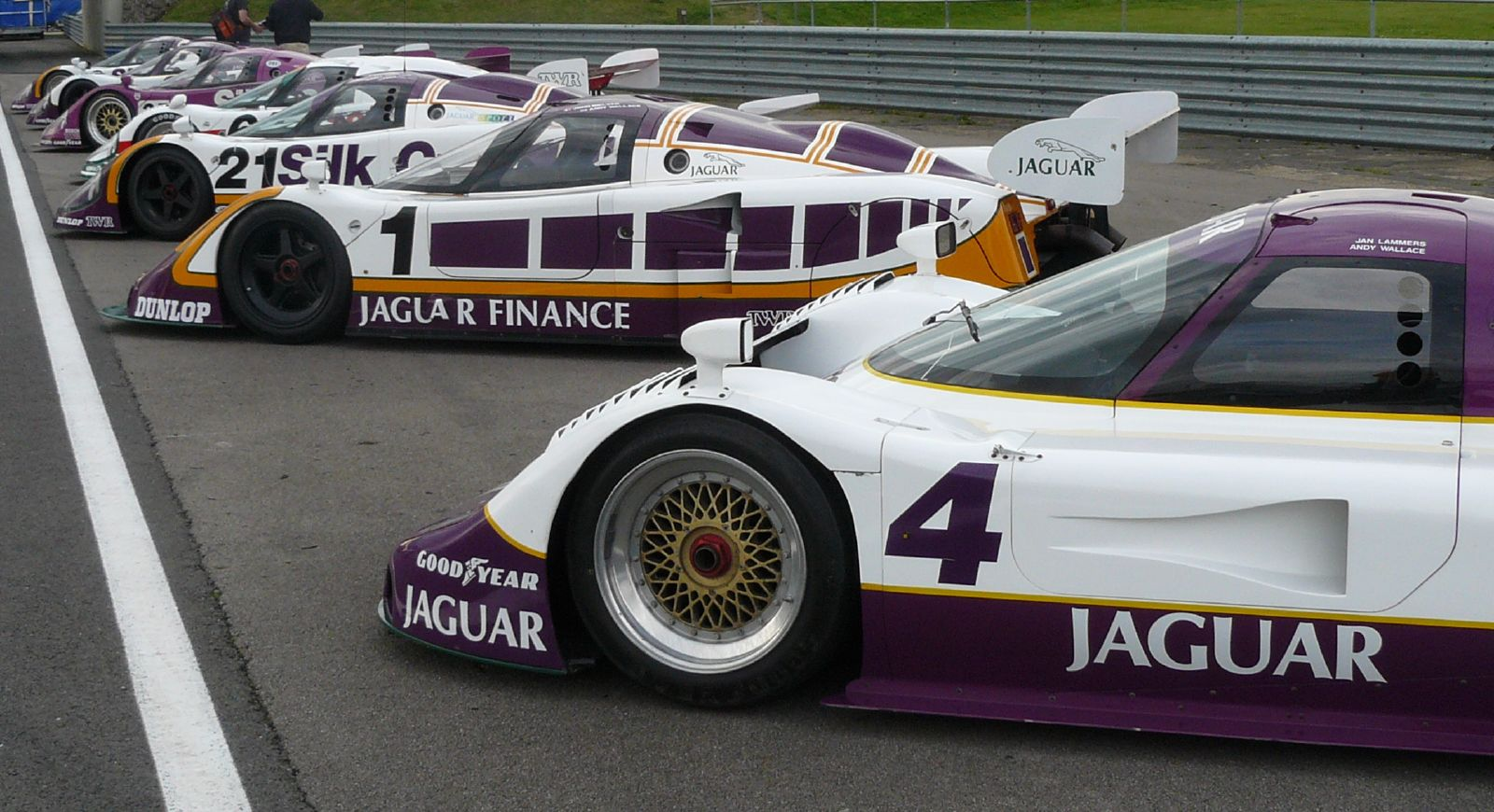
Plusieurs XJR vu dans leur traditionnel livrée Silk cut

Les voitures de sport Jaguar XJR ont été une série de voitures de course utilisé par des équipes soutenues par Jaguar aussi bien dans le Championnat du Monde des voitures de Sport (WSC) en Groupe C que dans le Championnat IMSA GT entre 1984 et 1993.

## L'histoire

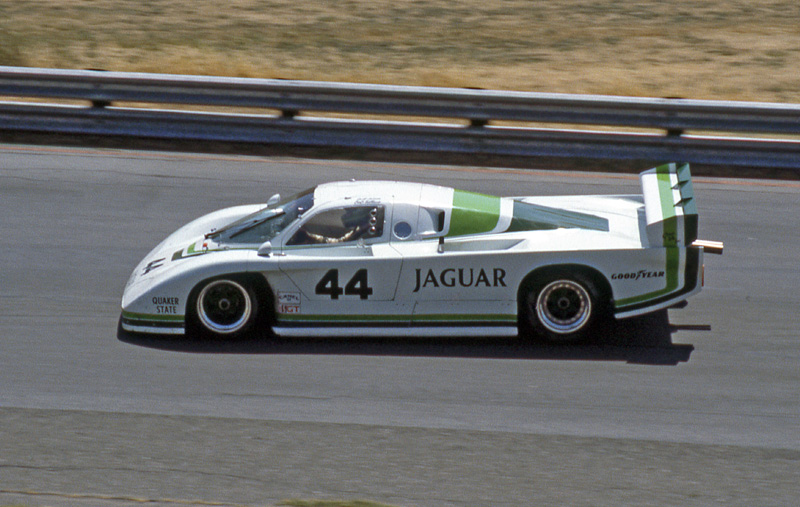
Une Jaguar XJR-5 à Sears Point en 1983.

En 1982, le propriétaire/pilote de l'équipe américaine Group 44 Racing basée à Herndon en Virginie, Bob Tullius, avec l'aide de Lee Dykstra et le soutien de Jaguar, lança la conception et la réalisation d'une voiture de course équipée d'un moteur Jaguar V12 originellement utilisé par les Jaguar XJS. Cette voiture fût baptisée XJR-5 et réalisa ses premiers tours de roue en compétition pour le Championnat IMSA GT à la fin de la saison 1982. La saison de 1983 a été nettement meilleure et a été rythmée par quatre victoires. Après cela, le Group 44 Racing engagea 2 XJR-5 aux 24 Heures du Mans 1984, vingt-sept ans après le dernier succès sarthois de Jaguar. En Europe, Jaguar faisait concourir, avec l'aide du Tom Walkinshaw Racing (TWR), une Jaguar XJS au Championnat d'Europe FIA des voitures de tourisme. Jaguar s'est alors tournée vers TWR, afin de développer une autre voiture, connu sous le nom de XJR-6, pour le Championnat du Monde des voitures de Sport, en utilisant le même V12 que la XJR-5. Cette voiture réalisa ses débuts en compétition à la mi-saison 1985.
Jaguar continuera d'utiliser deux types de châssis différents pour l'IMSA et le WSC jusqu'en 1988, lorsque la marque choisie d'engager uniquement TWR dans les deux championnats et de construire une voiture identique pour les deux séries : la XJR-9.
Après avoir utilisé des V12 de tailles différentes, TWR essaya un nouveau V6 turbo 3,5 L pour la XJR-10 (IMSA) et la XJR-11 (WSC) à partir de la saison 1989. À cause des problèmes de fiabilité du moteur V6 turbo 3,5 L, une nouvelle XJR-12 a également été développée avec l'ancien, mais fiable V12, pour les longues courses telles que les 24 Heures de Daytona, les 12 Heures de Sebring ainsi que les 24 Heures du Mans. La carrière de la XJR-12 aura durée 4 saisons, jusqu'en 1993. Cependant, la FIA annonça des changements de règlements pour le Championnat du Monde des voitures de Sport qui exigeait l'utilisation par toutes les équipes de moteurs 3,5 L atmosphériques. Le développement du V6 pour le WSC devint inutile. En 1991 Jaguar décida de lancer le nouveau V8 3,5 L atmosphérique Cosworth pour la XJR-14.
Jaguar décida d'abandonner à la suite de la saison 1991 le Championnat du monde des voitures de sport et de se concentrer sur l'IMSA à cause de l'instabilité dû à de multiples changements de règlements. Cependant, après avoir essayé les quelques premières courses de la saison 1993, Jaguar décida de mettre définitivement fin au projet, marquant la fin des XJR. Jaguar et TWR tentèrent de continuer la course avec un projet moins cher et plus petit, une version de course de la XJ220 pour les classes GT.
La XJR-15 fut la seule voiture de route de la série XJR. Produite en édition limitée en 1990 cette supercar fut construite par TWR sur la base de la XJR-9 avec le traditionnel V12 Jaguar. Plusieurs XJR-15 furent également transformés en voitures de course pour courir dans une série mono-modèle en qui se courait en parallèle des grand prix de Formule 1.

## Liste des Jaguar XJR

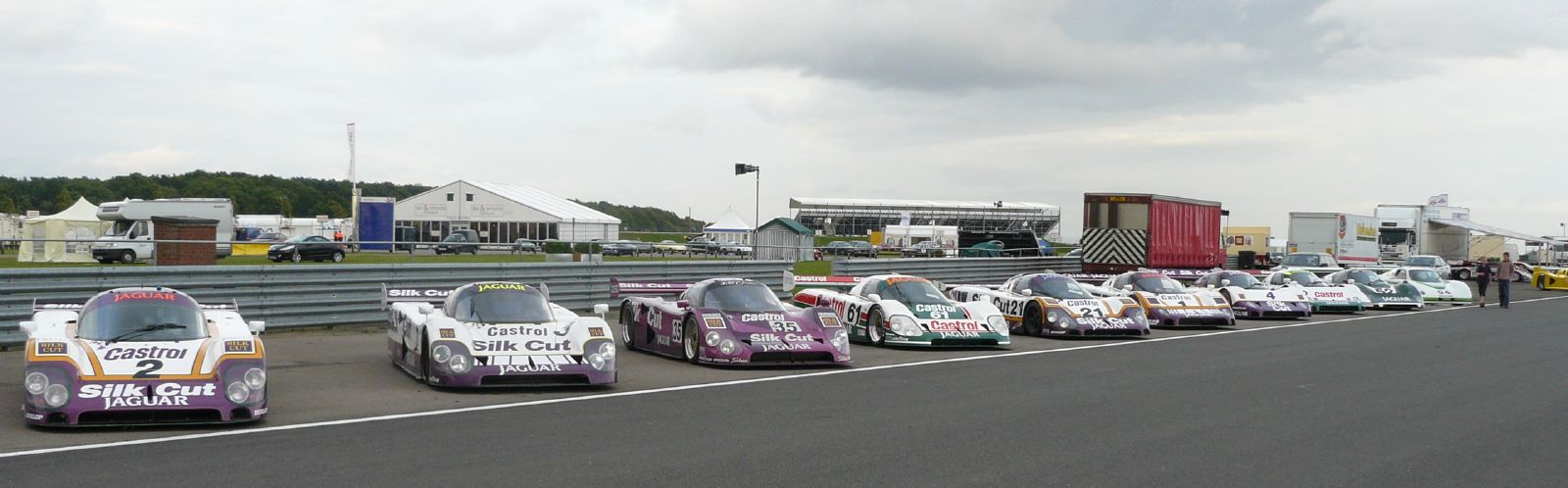
Un regroupement de diverses XJR, de gauche à droite: Une XJR-9, trois XJR-12, une autre XJR-9, deux XJR-11, une XJR-10, une XJR-6 et une XJR-5.

### IMSA GTP
- XJR-5
- XJR-7
- XJR-9
- XJR-10
- XJR-12
- XJR-14
- XJR-16

### WSC Groupe C
- XJR-6
- XJR-8
- XJR-9
- XJR-11
- XJR-12
- XJR-14
- XJR-17

### Autres
- XJR-15

## Victoires
- Championnat Du Monde Des Voitures De Sport - Équipe Vainqueur - 1987, 1988, 1991
- 24 Heures du Mans - victoires - 1988, 1990
- 24 Heures de Daytona - victoires -1988, 1990